# Les Snares

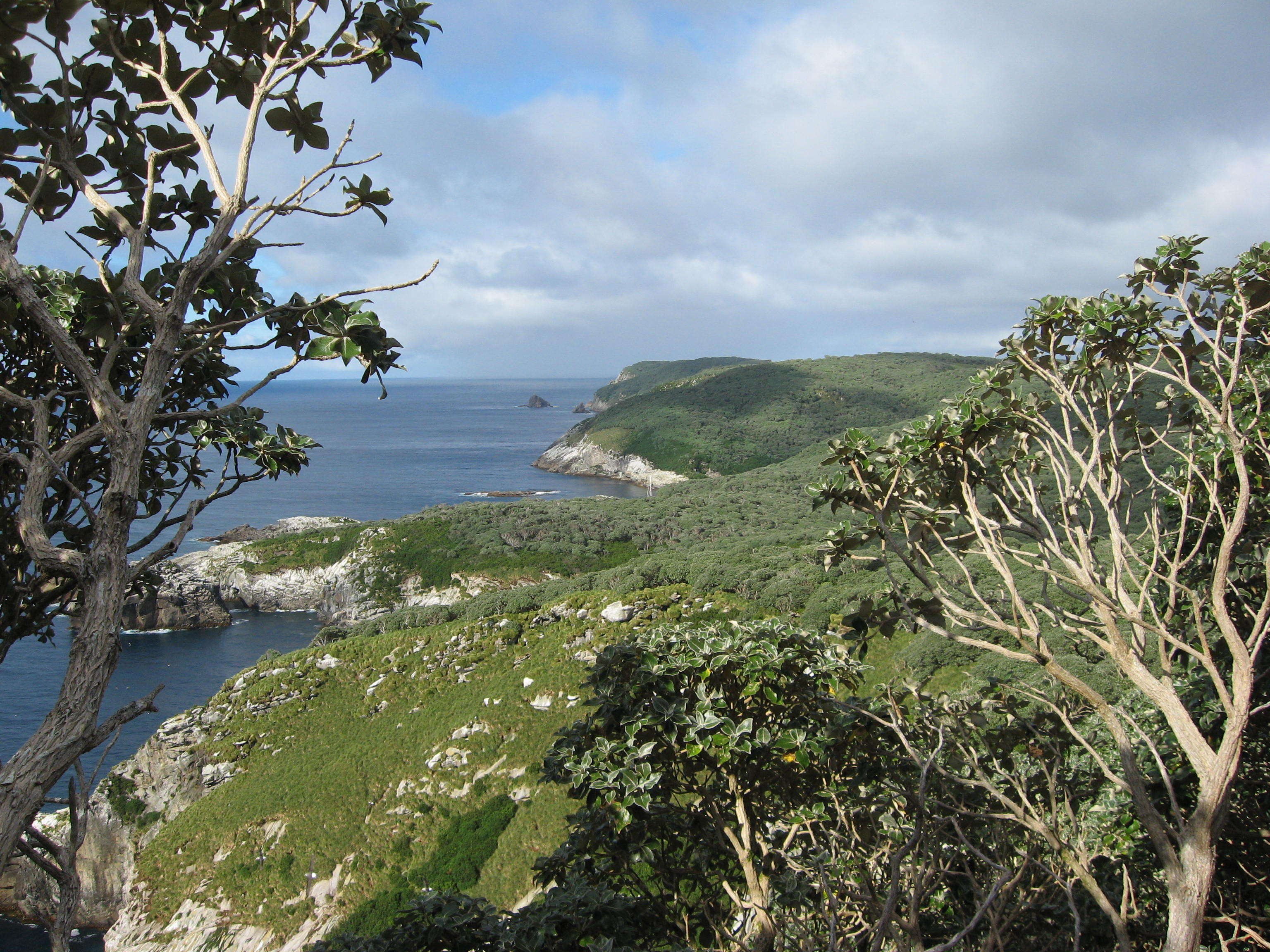
Punui Bay, Ho Ho Bay i Mollymawk Bay, amb l'illa Broughton

Les Snares (també anomenades Tini Heke i oficiosament Illes Snares) són un petit arxipèlag situat a 200 kilòmetres al Sud de l'Illa del Sud de Nova Zelanda.
Les Snares estan formades per una illa principal (Illa del nord-est) i l'Illa Broughton, més petita. L'arxipèlag té una superfície aproximada de 3,5 km².

## Història
Van ser vistes, pràcticament al mateix temps, el 23 de novembre de 1791, pel capità George Vancouver amb el vaixell HMS Discovery i pel vaixell HMS Chatham comandat per William R. Broughton, tots dos de l'Expedició Vancouver. Vancouver els va donar el nom de "The Snares" perquè les considerava un perill pels vaixells; una illeta del Western Chain du el nom de Vancouver Rock, i la segona illa més grossa, el de Broughton. Les illes ja eren conegudes pels maoris els quals a l'illa més gran li deien Te Taniwha ("El monstre marí"). Al contrari que altres illes subantàrtiques molt afectades per l'explotació balenera i la caça de les foques durant el segle xix, les Snares no van ser afectades i mantenen la fauna i vegetació originàries.
La Llei Ngai Tahu Claims Settlement Act 1998 oficialment canvià el nom a "Snares Islands/Tini Heke" - un dels molts canvis sota el Ngāi Tahu Treaty settlement.

## Medi ambient
Aquestes illes proporcionen un hàbitat per endemismes d'espècies d'aus com el pingüí de Les Snares (Eudyptes robustus), Coenocorypha huegeli iPetroica macrocephala dannefaerdi com també a diversos invertebrats endèmics. L'illa North East està boscada i és el principal lloc del món per a la cria de Puffinus griseus amb 3 milions d'individus. Hi ha comunitat de plantes megafòrbies.
Forma part de les cins illes subantàrtiques de Nova Zelanda (New Zealand Subantarctic Islands), designada com Patrimoni de la Humanitat per la UNESCO.